# 肝付兼演
肝付 兼演（きもつき かねひろ）は、戦国時代の武将。大隅国加治木城主。
兼演の家系は肝付氏本家12代・兼忠の三男・兼光を祖とする肝付氏庶流で、島津勝久の家老を務めた。大永6年（1526年）11月に勝久が島津貴久に家督を譲った際に、兼演は越前守に任じられ、そのまま貴久に仕えた。天文3年（1534年）、貴久の実父・島津忠良に辺川・加治木・木ノ内・中ノ州などの領地を与えられてより、それまでの本貫地であった大隅溝辺から加治木に拠点を移した（大永7年（1527年）説あり）。
天文6年（1537年）、兼演は薩州家当主・島津実久の調略に応じ、一転して貴久に敵対する。これに貴久は、天文11年（1542年）に北原氏庶流の北原兼孝の助勢を得て加治木に攻め込むが、兼演はこれを退却させた。貴久は次に、天文18年（1549年）5月に伊集院忠朗・樺山善久・北郷忠相らの軍勢を遣わした。これに蒲生氏・入来院氏・祁答院氏・東郷氏が兼演の助勢に駆けつけ対陣するも、11月に伊集院忠朗の子・忠倉の火計により陣を乱され敗退、兼演は北郷氏を通じて翌年貴久に降伏した。しかし、翌年に加治木の領有は安堵される。
天文21年（1552年）に死去。享年55。嫡男・兼盛が後を継いだ。